# Leo Kißler
Leo Kißler (* 8. Januar 1949 in Waldsee) ist ein deutscher Soziologe.

## Leben
Nach Studium der Rechtswissenschaften und Soziologie an der Universität Würzburg war er wissenschaftlicher Mitarbeiter an der Gesamthochschule Kassel (1974–1976) und an der FernUniversität Hagen (1976–1982). Nach der Habilitation für Politikwissenschaft an der FU Berlin (1979) lehrte er von 1982 bis 1993 als Professor für politische Soziologie am Fachbereich Erziehungs-, Geistes- und Sozialwissenschaften in Hagen. Seit 1993 war er Professor für Soziologie an der Philipps-Universität Marburg, Geschäftsführender Direktor des Instituts für Soziologie (1994/95 und 2003/04), Dekan des Fachbereichs Gesellschaftswissenschaften und Philosophie (2000–2001). Er war Gutachter der Deutschen Forschungsgemeinschaft, der Volkswagen-Stiftung und Vertrauensdozent und Mitglied des wissenschaftlichen Beirats der Hans-Böckler-Stiftung.

## Schriften (Auswahl)
- Mitbestimmung im Spiegel der Forschung. Eine Bilanz der empirischen Untersuchungen 1952 – 2010. Berlin 2010, ISBN 978-3-8360-8723-0.
- Kommunale Demographiepolitik. Antworten auf den sozio-demographischen Wandel in den Rathäusern. Berlin 2010, ISBN 978-3-8360-7237-3.
- Die Mitbestimmung in der Bundesrepublik Deutschland. Eine Einführung. Wiesbaden 2010, ISBN 978-3-531-17179-1.
- Wen Betriebsräte repräsentieren. Sozialprofil von Interessenvertretungen und Belegschaftsstrukturen: Spiegelbild oder Zerrbild?. Berlin 2014, ISBN 978-3-8360-8766-7.